# 김기섭 (1939년)
김기섭(金己燮, 1939년 12월 7일 ~ )은 신라호텔에서 근무한 대한민국의 기업인이며, 김영삼 전 대통령의 가신 그룹 인사였다. 본관은 김녕. 대구 출신.
서울대학교 정치학과를 졸업하고 아남산업에서 근무하다가 삼성계열사로 이직, 신라호텔과 삼성전관 등에서 이사, 상무, 전무 등으로 활동하였다. 1990년 김영삼 민주자유당의 총재특보로 발탁되었으며, 대선 당시 총재특보와 이미지메이킹 등을 담당하였다. 문민정부 출범 후 안기부의 기조실장과 운영차장을 역임했다.

## 학력
- 서울대학교 정치학과 졸업

## 경력
- 주식회사 아남산업 공장장
- 신라호텔 부총지배인
- 1983년 2월 7일 신라호텔 이사대우
- 1983년 5월 8일 신라호텔 판촉담당 이사(이사대우)
- 1984년 2월 2일 신라호텔 이사
- 신라호텔 상무이사 겸 총지배인
- 1986년 1월 25일 신라호텔 전무이사
- 1990년 1월 11일 삼성전관 상무
- 1990년 2월 김영삼 민주자유당 대표 의전비서
- 1990년 3월 7일 김영삼 민자당총재 소련 방문 수행원
- 세계경제 및 국제관계연구소(IMEMO)
- 삼성전관 기획담당 전무이사
- 1992년 민주자유당 총재 의전, 민정특별보좌역
- 1992년 김영삼 대통령후보 특별보좌관
- 1992년 김영삼 선거캠프 의전, 민정, 홍보담당
- 1993년 3월 5일 안기부 기획조정실장
- 1993년 6월 안기부 운영차장
- 1997년 3월 안기부 운영차장 겸 기조실장에서 면직

## 가족 관계
- 부인 : 김인숙(金仁淑, 1939년 ~ )
- 1남 1녀

## 같이 보기
| - 김영삼 - 국가안전기획부 - 김현철 - 신정용 - 박철언 - 김덕룡 | - 김광일 - 최형우 - 김무성 - 문민정부 - 강삼재 | - 김동영 - 노무현 - 손학규 - 이재오 - 이회창 - 상도동계 |

| 전임 (초대) | 초대 국가안전기획부 운영차장 1995년 6월 ~ 1997년 2월 28일 | 후임 신정용 (권한대행) |